# 諾瓦魯普塔火山

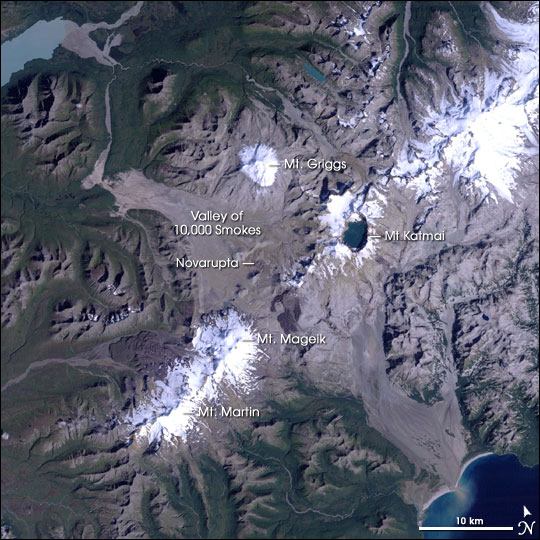
衛星照片。

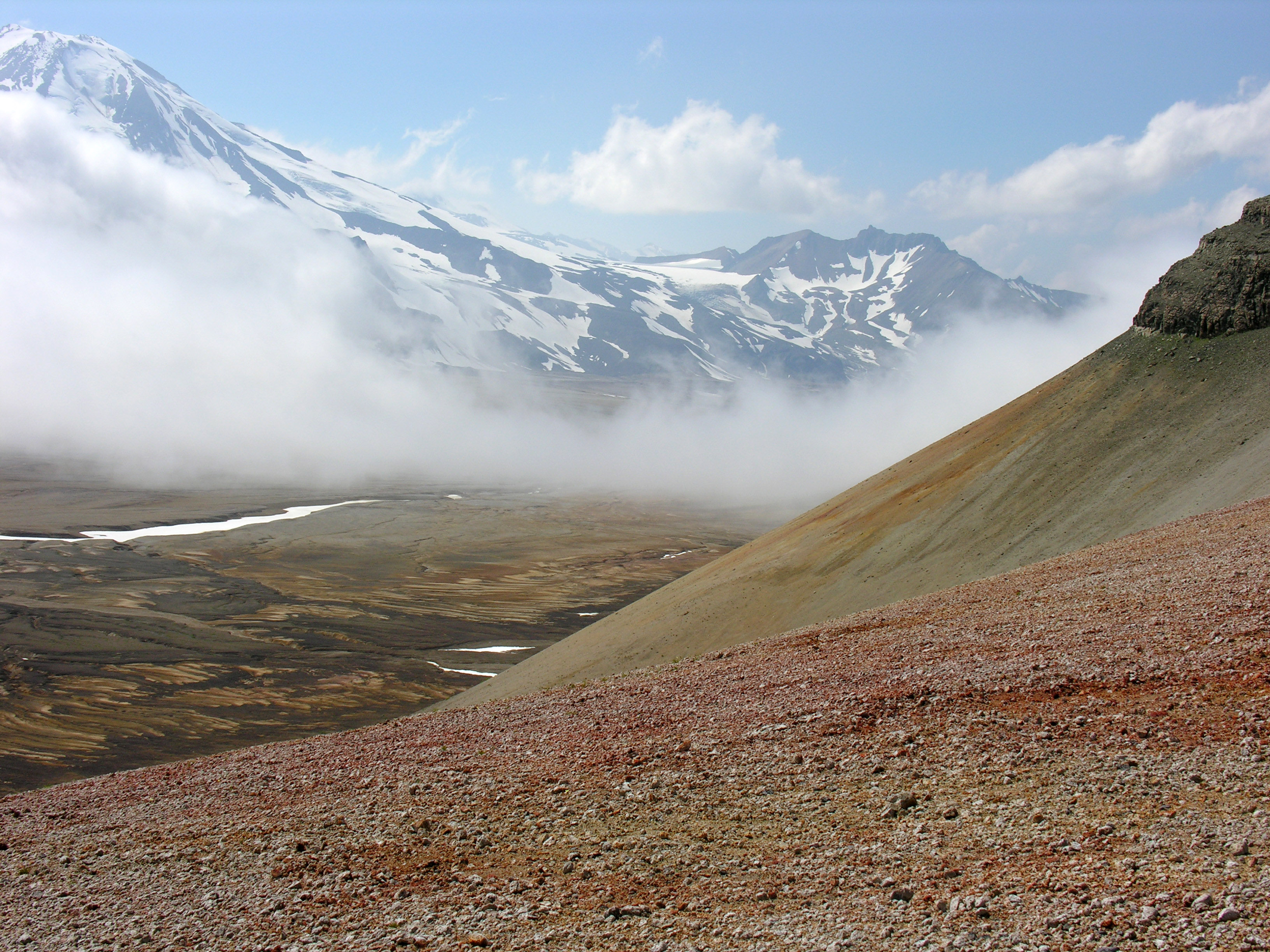
萬煙谷一隅。

諾瓦魯普塔火山，位於美國阿拉斯加，座落於著名的卡特邁國家公園和自然保護區，距離阿拉斯加最大城、美國最北方主要城市安克拉治約470公里，位於其西南方。諾瓦魯普塔（Novarupta）的意思為「新的爆發」（new eruption），原因是此火山為1912年的一場火山大爆發所形成，該次火山活動為20世紀最大的火山爆發，其釋出的岩漿量是1980年聖海倫斯火山爆發岩漿量的30倍。

## 1912年的火山爆發
1912年6月6日，20世紀最大的一場火山爆發揭開了序幕，這場爆發持續到6月8日，諾瓦魯普塔火山即是在這場爆發中形成。該爆發前60小時所產生的岩漿量高達13－15立方公里，是後來1980年聖海倫斯火山爆發的30倍，該噴發造成約17立方公里的空氣因此凝固下沉，並產生近11立方公里的大量火山灰，其對大氣的巨大影響只有1991年菲律賓皮納度波火山爆發可與之比擬。
此次火山爆發讓諾瓦魯普塔所在的卡特邁山形成一個約2公里寬、600公尺深、3至4公里長的漏斗狀火山口。並且在火山口的上方因岩漿堆積，形成一高90公尺、寬160公尺的圓形丘體，也就是後來的諾瓦魯普塔火山。
該次爆發除了形成諾瓦魯普塔火山之外，還形成了一個終日被火山灰與蒸氣籠罩的山谷，名為萬煙谷，裡頭有上萬個火山噴氣孔。此種因火山爆發而瞬間形成的地形相當罕見，因為通常要形成一個火山噴氣孔需要至少15年以上的時間。1980年成立的卡特邁國家公園和自然保護區即是為了保護當地特殊的地形與自然生態。

## 參見

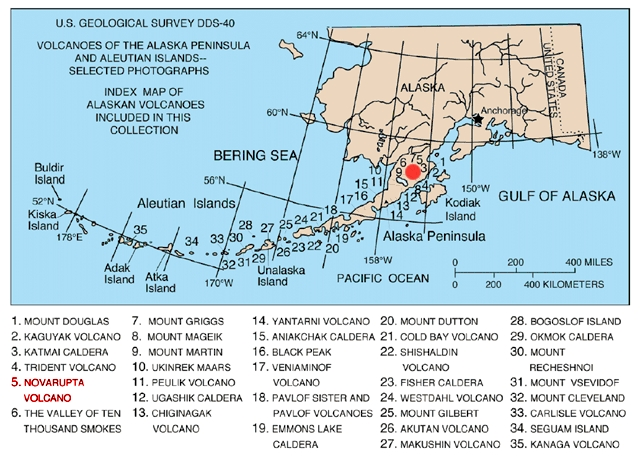
諾瓦魯普塔火山位置圖。

## 外部連結
- USGS collection of descriptions of Novarupta（页面存档备份，存于）
- USGS QuickTime video clip on Novarupta (36 seconds/0.8 MB)（页面存档备份，存于）
- geology.com, Novarupta（页面存档备份，存于）
- Alaska Volcano Observatory: Novarupta（页面存档备份，存于）
- USGS Photographic Library – novarupta